# Дача Чехова
Дача А. Чехова — музей Антона Павловича Чехова в Гурзуфі (Крим), відділення Ялтинського будинку-музею Чехова. Розташована на невеликому мисі біля підніжжя скелі Дженевез-Кая за адресою: вулиця Чехова, 22.

## Історія

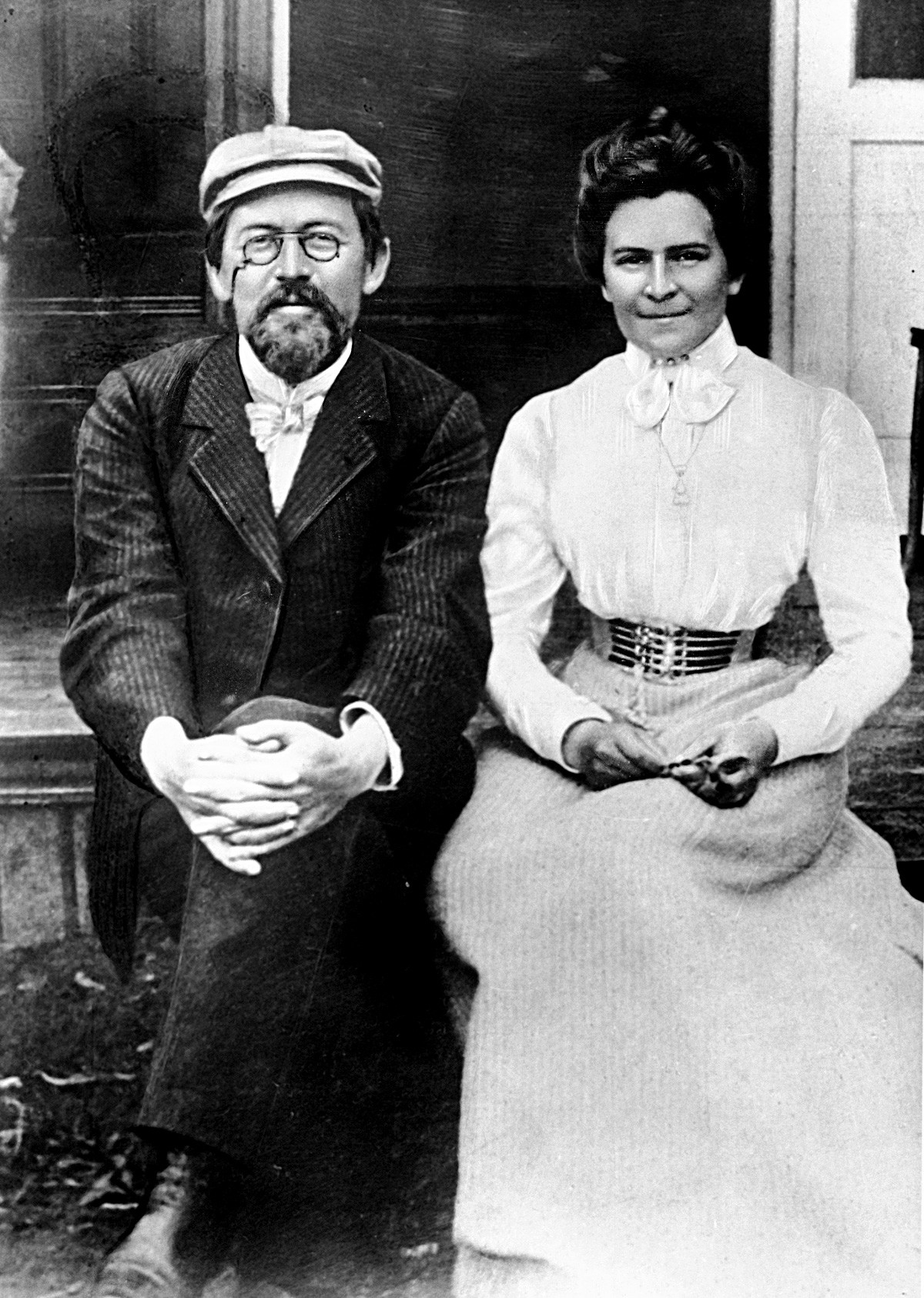
Антон Чехов і Ольга Кніппер. Фото 1901 року

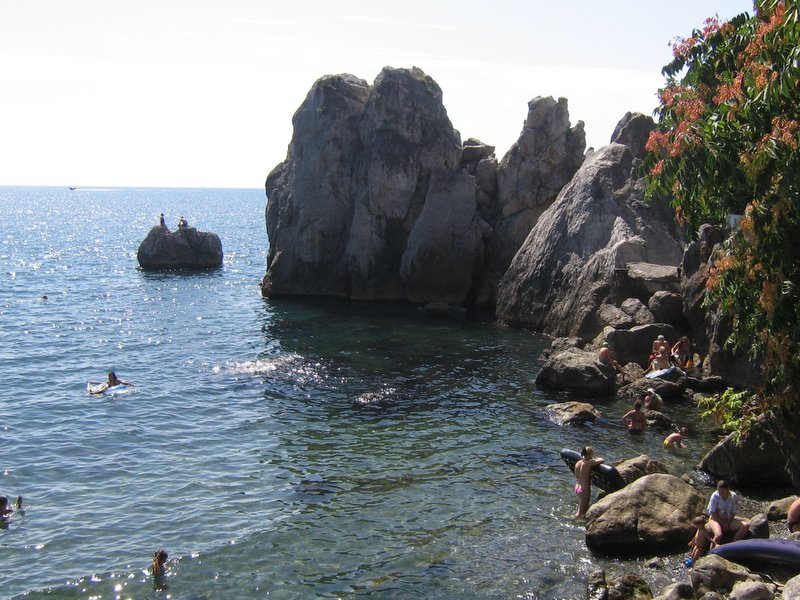
Вид на море з дачі

Антон Павлович Чехов не збирався жити в Криму. Він любив середню смугу Росії, обожнював Москву, де жив і працював зі студентської лави. Але 1898 року лікарі наполегливо порекомендували йому змінити клімат на сухіший через поганий стан легенів. Він 8 років хворів на туберкульоз.
Приїхавши до Ялти, Чехов купив ділянку землі, побудував двоповерховий будинок, назвав його «Біла дача». Уже в 1899 році переселився разом із сестрою та матір'ю до Криму. Проживши півроку, він розуміє, що зробив неправильно. Усі, хто приїжджав до Криму, дізнавшись, що в Ялті живе Чехов, вважали за потрібне нанести йому візит. Він був вже досить знаменитий. Спочатку це його стомлювало, а потім почало дратувати, і він пише своєму братові Олександру «Я замість дачі, за власні гроші в Криму примудрився звести тюрму!» І цей період збігається з тим, що він почав зустрічатися зі своєю майбутньою дружиною Ольгою Леонардівною Кніппер — актрисою Московського театру. Через це він приймає рішення купити невеликий будиночок як притулок. Допоміг випадок. Продавалася татарська сакля в Гурзуфі, але за великі гроші — 3 000 рублів. Чехов прибув у Гурзуф подивитися на майбутнє придбання за такі великі гроші, але коли він зайшов у двір і підійшов до краю бухти, він навіть не торгувався. Господар усю цю красу продавав разом із будинком — це була його приватна власність. Своїй сестрі М. П. Чеховій він пише:
|  | Я купив шматочок берега з купанням і Пушкінською скелею близько пристані і парку в Гурзуфі. Належить нам тепер ціла бухта, в якій може стояти човен або катер. Дім паршивенький, але критий черепицею, чотири кімнати, великі сіни. Одне велике дерево — шовковиця. |

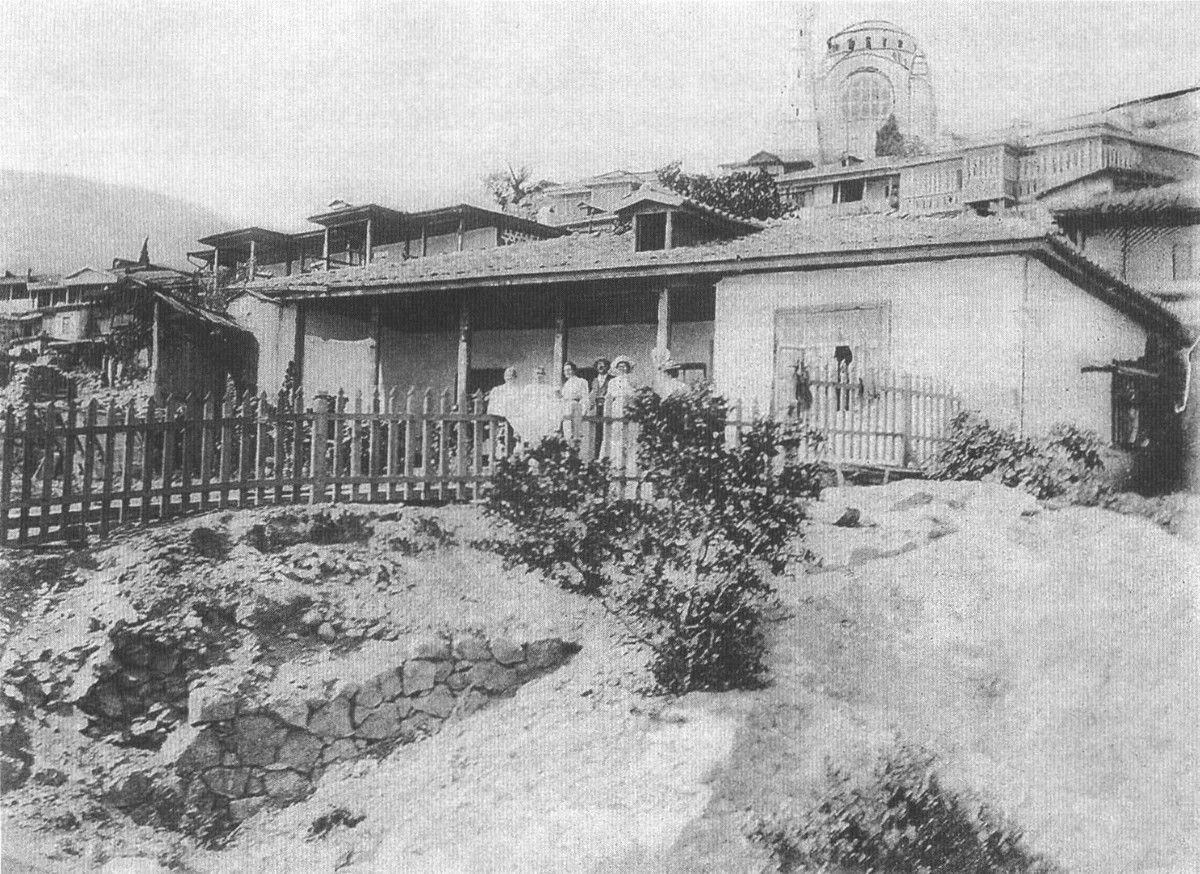
Дача на початку 20 століття

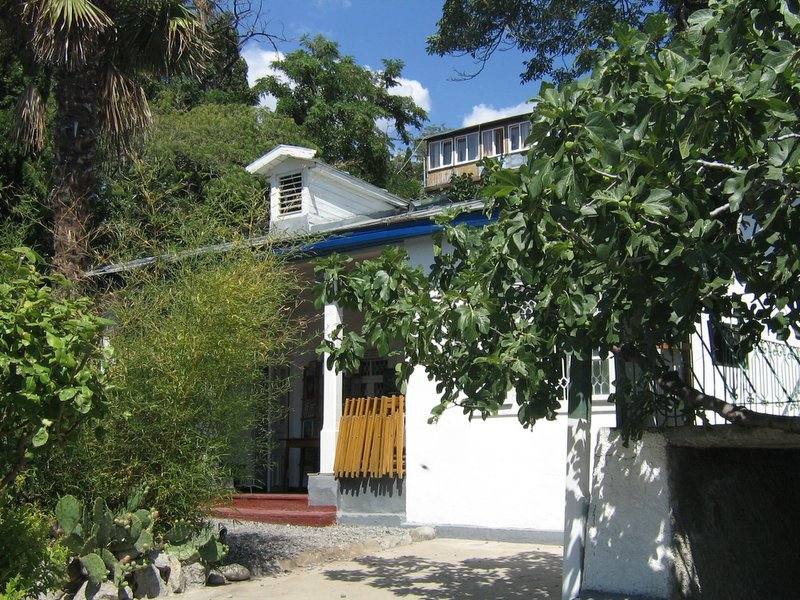
Сучасний вигляд

Улітку 1900 року тут відпочивали його мати Є. Я. Чехова, сестра Марія і родина брата Івана, у липні—серпні гостювала майбутня дружина письменника О. Л. Кніппер. Пізніше на дачі проводили літні місяці молодший брат Михайло з родиною, побував старший брат Олександр.
У серпні 1900 року, у пошуках творчої самоти, А. П. Чехов проводить тут кілька днів, працюючи над першою дією драми «Три сестри». Майже ніхто з друзів письменника не знав про існування гурзуфського будиночка. За життя власника дачі його відвідали лише В. Ф. Коміссаржевська та І. О. Бунін. У Гурзуфі Чехов подарував актрисі свою фотографію з написом: «Вірі Федорівні Коміссаржевській, 3 серпня, у бурхливий день, коли шуміло море, від тихого Антона Чехова». Бунін бував на чеховській дачі в 1900 році та квітні 1901 року.
За заповітом, складеним А. П. Чеховим 3 серпня 1901 року, Гурзуфська дача перейшла його дружині О. Л. Кніппер, яка щорічно (за винятком військових років) проводила літо в Гурзуфі. У громадянську війну тут жили артисти «качаловської групи», що гастролювали півднем Росії. Пізніше гостями були С. Ріхтер та Н. Дорлиак, І. Козловський, О. М. Єфремов. Сусідами О. Л. Кніппер у Гурзуфі була сім'я відомих пушкіністів Б. Томашевського та І. Медведєвої, поруч придбав дачу композитор Лев Кніппер, автор знаменитої пісні «Полюшко-поле».
Гурзуфська бухта завжди приваблювала людей мистецтва. Її малювали Р. Кент, Х. Бідструп, знаменитий мариніст І. Айвазовський і його учень Е. Магдесян, пізніше художники Кукринікси, В. Мєшков, Бісті, багато інших художників XX століття; вона надихала поетів Маяковського, Заболоцького, М. Дудіна, Б. Чичибабіна, Є. Рейна; тут знімалися фільми про Пушкіна і про Чехова.
Останній раз О. Л. Кніппер приїжджала сюди з Москви у 1953 році. У 1958 році вона продала дачу художнику Мєшкову, з 1963 року дача стала власністю Спілки художників СРСР, території охоронялася собаками. У 1987 році, за ініціативи Олега Єфремова, будинок був відновлений, як бачив його купуючи А. П. Чехов. З 1995 року дача відкрита для відвідування, як філія Будинку-музею А. П. Чехова в Ялті. Відтоді щорічно з квітня по листопад тут розміщуються тимчасова чеховська експозиція і змінні художні виставки.

## Експозиція
З 1996 року в одній із кімнат демонструється меморіальна експозиція, присвячена А. П. Чехову та О. Л. Кніппер, а в іншій — літературна експозиція, присвячена історії створення п'єси «Три сестри». Представлені фотографії прототипів героїв, копії рукописних сторінок, перша публікація та перші окремі видання 1901 року.
Особливий інтерес представляють фотографії виконавців, сцен із вистав і програми першої постановки у Московському художньому театрі в січні 1901 року. Експонується театральний реквізит, візитні картки акторів. Крім того, представлені матеріали постановки «Три сестри», здійсненої В. І. Немировичем-Данченком у квітні 1940 року, яка не сходить зі сцени театру понад 50 років.
У 1999 році в третій кімнаті відкрита експозиція «Оточення Чехова». Демонструються фотографії, документи, малюнки та інші матеріали, присвячені близьким письменника, членам його сім'ї і друзям. Тут же представлені репродукції з чеховських портретів, виконаних відомими художниками: портрет молодого письменника, створений його братом Миколою в 1884 році; портрет молодого Чехова роботи І. Левітана; портрет, виконаний Й. Бразом на замовлення для Третьяковської галереї у 1898 році; портрет роботи В. Сєрова 1902 року. У гурзуфській експозиції перебуває велика кількість рідкісних і маловідомих фотографій, які не виставлялися в експозиціях Будинку-музею А. П. Чехова в Ялті.